# Abías de Judá
Abías (en hebreo  אביה ʼĂḇīyyāh: ‘mi padre es Yah(veh)’, también documentado como en hebreo: אבים ʼĂḇīyyām 'mi padre es Yam, griego: Αβιού Abiou / Αβιάμ Abiám, latín: Abiam) según el Tanaj,  fue el cuarto rey de la casa de David y el segundo del Reino de Judá. Era hijo de Roboam y Maaca,
y reinó entre el 915 y el 912 a. C., según Edwin R. Thiele.

## Relato bíblico
Cuando Abías ascendió al trono volvieron las hostilidades con el Reino de Israel, regido por Jeroboam I, al que derrotó en el monte Semaráyim, en la Primera Guerra Judía-Israelita, acabando con su ejército e hiriéndolo de tal manera que ya no representaba una amenaza. Anexionó a Judá varias poblaciones del derrotado Reino de Israel. Selló una alianza con Tab-Rimmón de Damasco, y su acercamiento a los sirios marcó el inicio de sucesivas intervenciones de estos en los asuntos internos de Israel y Judá.
Una biografía más completa que la del Libro de las crónicas fue escrita por el profeta Iddo, en su libro La historia de Iddo profeta, el texto se ha perdido.
Abías tuvo 14 esposas y 38 hijos.
A su muerte fue enterrado junto a sus antepasados en Jerusalén.
Fue sucedido por su hijo Asa.
| Predecesor: Roboam | Rey de Judá 915-912 a. C. | Sucesor: Asa |